# Enseignement fédéral bénévole du ski en France
 (juillet 2016).
Si vous disposez d'ouvrages ou d'articles de référence ou si vous connaissez des sites web de qualité traitant du thème abordé ici, merci de compléter l'article en donnant les références utiles à sa vérifiabilité et en les liant à la section « Notes et références ».
L’enseignement fédéral du ski et des activités assimilées (snowboard, télémark, ...) est donné à titre bénévole en France. Tout titulaire d’un titre fédéral qui exercerait contre rémunération serait en infraction avec la loi.

## Les diplômes fédéraux
Les diplômes fédéraux sont organisés sur trois niveaux :
- le Moniteur fédéral 1er degré (MF1), pour l’initiation
- le Moniteur fédéral 2e degré (MF2), pour le perfectionnement
- l'Entraîneur fédéral (EF), pour l’entraînement[1]

## Moniteur fédéral2edegré
Prérogatives : enseignement bénévole dans le cadre du perfectionnement des activités relevant de la FFS. Ces prérogatives sont attribuées exclusivement dans le cadre des activités proposées par un club affilié à la FFS et à destination de licenciés FFS.

## Entraîneur fédéral
Prérogatives :
- gérer la compétition au sein du club.
- organiser, planifier, gérer l'entraînement en toute sécurité d’un groupe de compétiteurs du club.
- organiser des courses fédérales.

## Durée de validité
Le moniteur ou entraîneur fédéral ne pourra continuer à exercer ses fonctions que s’il se soumet à une formation continue obligatoire, au minimum tous les 3 ans ou à une formation initiale d’un niveau supérieur.